# Linia Kirowsko-Wyborska
Linia Kirowsko-Wyborska (ros. Кировско-Выборгская линия) – pierwsza linia metra w Petersburgu, otwarta 15 listopada 1955 roku. Jej długość wynosi 29,57 kilometrów i dysponuje ona 19 stacjami. Na mapie jest oznaczana literą 1 i czerwonym kolorem.

## Historia i specyfikacja

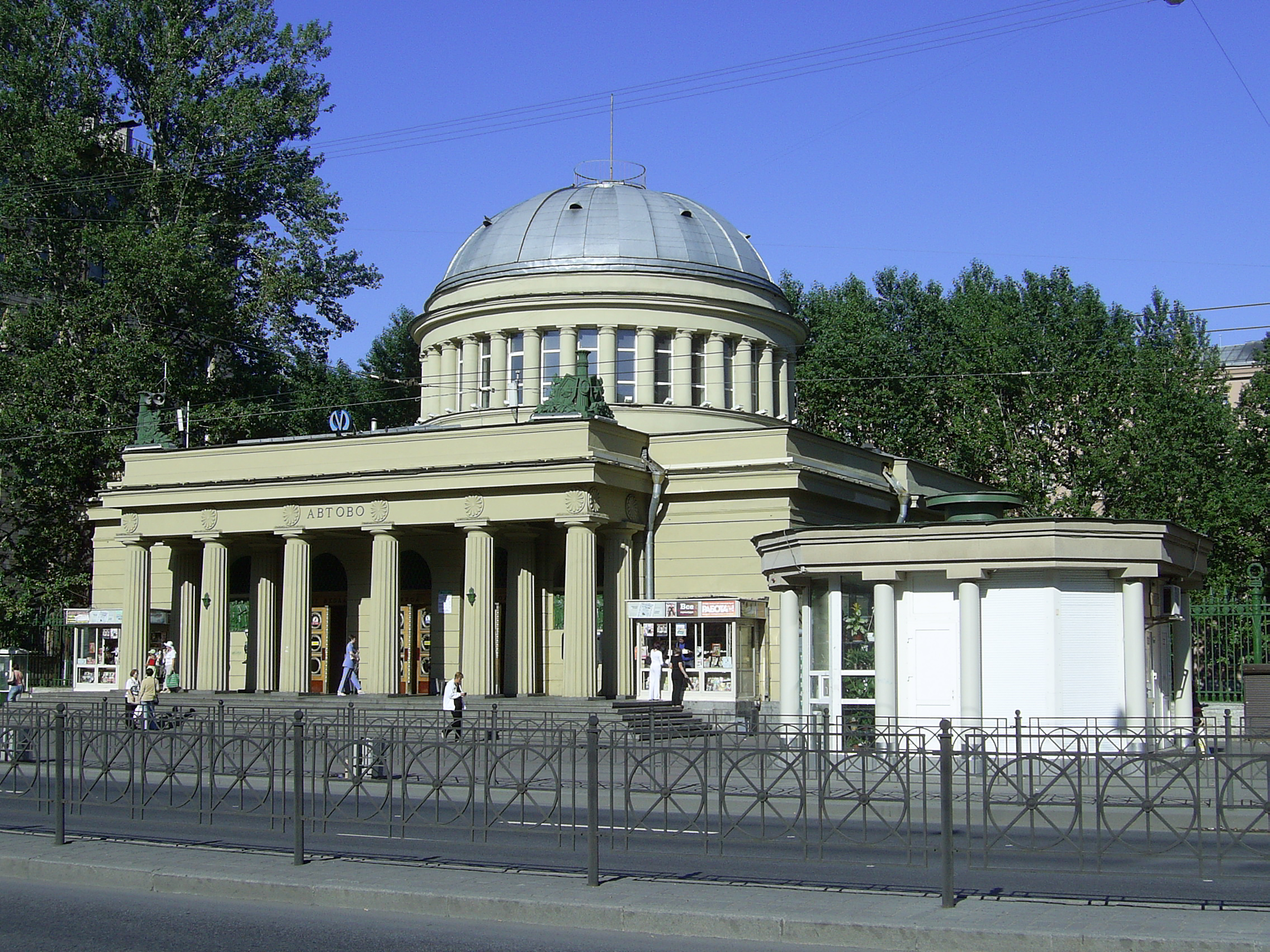
Wejście do stacji Awtowo.

Poszczególne stacje były otwierane w tej kolejności:
- 15 listopada 1955 - Awtowo - Płoszczad´ Wosstanija (10,8 km, 7 stacji)
- 30 kwietnia 1956 - dodana stacja Puszkinskaja pomiędzy stacje Władimirskaja i Tiechnołogiczeskij Institut
- 1 czerwca 1958 - Płoszczad´ Wosstanija - Płoszczad´ Lenina (3,4 km, 2 stacje)
- 1 czerwca 1966 - Awtowo - Dacznoje (1,5 km, 1 stacja)
- 22 kwietnia 1975 - Płoszczad´ Lenina - Lesnaja (3,5 km, 2 stacje)
- 31 grudnia 1975 - Lesnaja - Akadiemiczeskaja (5,3 km, 3 stacje)
- 5 września 1977 - Awtowo - Prospiekt Wietieranow (3,6 km, 2 stacje)
- 29 grudnia 1978 - Akademiczeskaja - Diewiatkino (4,3 km, 2 stacje)

Linia jest obsługiwana przez trzy zajezdnie - TCz-1 Awtowo (ТЧ-1 «Автово»), TCz-2 Dacznoje (ТЧ-2 «Дачное») i TCz-4 Sewernoje (ТЧ-4 «Северное»).
W XXI wieku w fazie projektowej znajdują się plany odnogi linii w północnej części miasta i przedłużenia w południowej.

## Lista stacji i zajezdni

### Stacje
- Diewiatkino (Девяткино)
- Grażdanskij prospiekt (Гражданский Проспект, Prospekt Obywatelski)
- Akiadiemiczeskaja (Академическая)
- Politiechniczeskaja (Политехническая)
- Płoszczad´ Mużestwa (Площадь Мужества, Plac Odwagi)
- Lesnaja (Лесная, Leśna)
- Wyborgskaja (Выборгская)
- Płoszczad´ Lenina (Площадь Ленина)
- Czernyszewskaja (Чернышевская)
- Płoszczad´ Wosstanija (Площадь Восстания, Plac Powstania) - przejście na linię Newsko-Wasileostrowską
- Władimirskaja (Владимирская) - przejście na linię Prawobrzeżną
- Puszkinskaja (Пушкинская) - przejście na linię Frunzeńsko-Nadmorską
- Tiechnołogiczeskij institut (Технологический Институт) - przejście na linię Moskiewsko-Piotrogrodzką
- Bałtijskaja (Балтийская)
- Narwskaja (Нарвская)
- Kirowskij zawod (Кировский Завод, Zakłady Kirowskie)
- Awtowo (Автово)
- Dacznoje (Дачное) - stacja nieistniejąca, zlikwidowana w 1977 wraz z przedłużeniem linii w kierunku nowych osiedli
- Leninskij prospiekt (Ленинский Проспект)
- Prospiekt Wietieranow (Проспект Ветеранов)

### Zajezdnie
- TCz-1 Awtowo (ТЧ-1 «Автово»)
- TCz-2 Dacznoje (ТЧ-2 «Дачное»)
- TCz-4 Siewernoje (ТЧ-4 «Северное»)